# Airbus Helicopters VSR700
El VSR700 és un helicòpter dron de reconeixement en fase desenvolupament per un projecte de col·laboració entre Airbus Helicopters (antigament Eurocopter) i DCNS anunciat l'octubre del 2016.

## Característiques
Inicialment, el VSR700 havia de ser el vector aeri del sistema de dron marítim Orka.
Desenvolupat a petició de l'Armada Francesa, es basa en l'helicòpter lleuger Cabri G2, desenvolupat i fabricat per Hélicoptères Guimbal, amb un pes màxim a l'enlairament d'aproximadament 700 kg. Així doncs, és una aeronau molt més grossa que el Camcopter S-100 austríac amb el qual ja havia experimentat l'Armada Francesa.

## Història
El 20 d'octubre del 2016 s'anuncià l'aparell escollit per al programa de Sistema de Drons Aeris per a l'Armada. El 2017 es dugueren a terme proves en un dels portahelicòpters de la classe Mistral. Està previst que es desplegui en aquest tipus de naus, així com en fragates. Està previst que porti un motor dièsel Thielert Centurion 2.0 més eficient que qualsevol altre de la mateixa categoria (15 kg de combustible per hora de vol), que ofereix una autonomia d'aproximadament 10 h amb una càrrega útil de 150 kg (bola optrònica i radar) o més amb una càrrega reduïda (es parla de 12 h amb només la càrrega òptica).